# Hauschka
Volker Bertelmann, mais conhecido como Hauschka, é um pianista e compositor alemão. Ele é mais conhecido por suas composições para piano preparado.

## Discografia

### Álbuns
- Substantial (2004)
- The prepared piano (2005)
- Room to Expand (2007)
- Versions of the Prepared Piano (2007)
- Ferndorf (2008)
- Snowflakes and Carwrecks (2008)
- Small Pieces (2009)
- Foreign Landscapes (2010)
- Salon Des Amateurs (2011)
- Silfra (2012)
- Abandoned City (2014)
- The Boy (Motion Picture Soundtrack) (2015)
- A NDO C Y (2015)

### Trilhas sonoras
Contribuiu a trilha sonora para os seguintes filmes (dentre outros):
- Praia do Futuro (2014)
- Lion (2016)
- The Current War (2017)
- Hotel Mumbai (2018)
- The Art of Racing in the Rain (2019)
- Ammonite (2020)
- Im Westen nichts Neues (2022)
- One Life (2023)
- The Crow (2024)
- Conclave (2024)

## Prêmios e indicações
| Prêmio                        | Ano  | Categoria                     | Trabalho               | Resultado | Notas                 | Ref.  |
| ----------------------------- | ---- | ----------------------------- | ---------------------- | --------- | --------------------- | ----- |
| Óscar                         | 2017 | Melhor Trilha Sonora Original | Lion                   | Indicado  | com Dustin O'Halloran | [ 2 ] |
| Óscar                         | 2023 | Melhor Trilha Sonora Original | Im Westen nichts Neues | Venceu    |                       | [ 3 ] |
| Óscar                         | 2025 | Melhor Trilha Sonora Original | Conclave               | Indicado  |                       |       |
| Globo de Ouro                 | 2017 | Melhor Trilha Sonora Original | Lion                   | Indicado  | com Dustin O'Halloran | [ 4 ] |
| Globo de Ouro                 | 2025 | Melhor Trilha Sonora Original | Conclave               | Indicado  |                       | [ 4 ] |
| BAFTA Film Awards             | 2017 | Melhor Música Original        | Lion                   | Indicado  | com Dustin O'Halloran | [ 5 ] |
| BAFTA Film Awards             | 2023 | Melhor Música Original        | Im Westen nichts Neues | Venceu    |                       |       |
| BAFTA Film Awards             | 2025 | Melhor Música Original        | Conclave               | Indicado  |                       |       |
| BAFTA Television Craft Awards | 2019 | Melhor Música Original        | Patrick Melrose        | Indicado  |                       | [ 6 ] |
| Critics' Choice Awards        | 2025 | Melhor Trilha Sonora          | Conclave               | Indicado  |                       | [ 7 ] |
| Satellite Awards              | 2025 | Melhor Trilha Sonora          | Conclave               | Indicado  |                       | [ 8 ] |